# (13916) Bernolák
13916 Bernolak (1982 QA2) – planetoida z grupy pasa głównego asteroid okrążająca Słońce w ciągu 3,8 lat w średniej odległości 2,44 j.a. Odkryta 23 sierpnia 1982 roku.